# Cicindela
Cicindela ist eine Gattung aus der Unterfamilie der Sandlaufkäfer.

## Merkmale
Die Käfer sind groß. Ihre Unterseite ist meist metallisch bunt, die Oberseite ist dagegen meist grün bis braun und weist eine charakteristische weiße (zumindest helle) Fleckenzeichnung auf. Die Augen sind groß, vorstehend und breiter als der Halsschild. Der Oberkiefer ist gezähnt, lang und überragt die Oberlippe weit. Die Fühler sind elfgliedrig. Sie sitzen innerhalb der Wurzeln des Oberkiefers am Vorderrand der Stirn. Die ersten vier Fühlerglieder sind unbehaart. Die Flügel sind gut ausgebildet. Die Beine sind schlank und lang. Bei den Männchen sind die ersten drei Glieder der Vordertarsen deutlich erweitert.

## Systematik
In Mitteleuropa kommen sieben Arten der Gattung vor:
- Carabidae (Laufkäfer)
  - Cicindelinae (Sandlaufkäfer)
    - Cicindela campestris Linnaeus, 1758 – Feld-Sandlaufkäfer
    - Cicindela gallica Brullé, 1834 – Gallischer Sandlaufkäfer
    - Cicindela hybrida Linnaeus, 1758 – Dünen-Sandlaufkäfer
    - Cicindela maritima Dejean, 1822 – Küsten-Sandlaufkäfer
    - Cicindela soluta Dejean, 1822
    - Cicindela sylvatica Linnaeus, 1758 – Wald-Sandlaufkäfer
    - Cicindela sylvicola Dejean, 1822 – Berg-Sandlaufkäfer

weitere Arten:
- Cicindela sexguttata Fabricius, 1775 – Sechspunktiger Sandlaufkäfer

## Belege
- Heinz Freude, Karl Wilhelm Harde, Gustav Adolf Lohse: Die Käfer Mitteleuropas. Band 2 Adephaga 1, Goecke & Evers Verlag, Krefeld 1976, ISBN 3-87263-025-3.